# ニック・ブッチ
ニコラス・B・ブッチ（Nicholas B. Bucci , 1990年7月6日 - ）は、カナダ連邦オンタリオ州サーニア出身のプロ野球選手（投手）。右投左打。

## 経歴
高校を卒業後、奨学金のオファーを受けてアメリカのブラッドリー大学に進学した。
2008年のMLBドラフトで18巡目(全体548位)でミルウォーキー・ブルワーズに指名されて入団した。
2009年にルーキーレベルのアリゾナリーグのアリゾナリーグ・ブルワーズでデビュー、同年パイオニアリーグのヘレナ・ブルワーズに移り、パイオニアリーグのオールスター投手となった。オフの第38回IBAFワールドカップに選出された。
2010年、クラスAnoミッドウェストリーグのウィスコンシン・ティンバーラトイラーズに昇格、15回1/3イニング連続で無失点を記録した。この年ミッドウェストリーグのオールスターに選ばれた。
2011年、クラスAアドバンスドのフロリダ・ステートリーグ、ブレバード・カウンティ・マナティーズでプレーした。オフの9月16日に第39回IBAFワールドカップとグアダラハラパンアメリカン競技大会の野球カナダ代表に選出された。ワールドカップでは銅メダル、パンアメリカン競技大会では金メダルを獲得。
2012年には、チームメートとともにカナダ野球殿堂入りを果たした。

## 詳細情報

### 代表歴
- 2009 IBAFワールドカップ カナダ代表
- 2011 IBAFワールドカップ カナダ代表
- 2011年パンアメリカン競技大会野球カナダ代表